# 양 (시호)
양은 시호에 쓰이는 글자다. 한국 한자음이 같은 煬, 襄이 있다.

## 煬
악시에 속한다. 《일주서 · 시법해》에 따르면, '예를 떠나 대중과 멀어짐', '여색을 좋아해 예와 멀어짐', '여색을 좋아해 정치에 게으름'을 일컫는다고 한다.

### 왕 (양왕)
- 전한 장사양왕 유단
- 금 해릉왕 - 황제이나 폐위되어 시호는 왕의 시호를 받았다.

### 제후 (양공, 양후)
- 노 양공 : 서주 시대 노나라의 제3대 임금이다.
- 송 양공 : 서주 시대 송나라의 제6대 임금이다.
- 장성양공(長城煬公) : 남북조시대 진의 마지막 황제 진숙보의 시호다. 제후로 격하되고서 받았다.

### 기타
- 수 양제는 수나라에서는 명제란 시호를 받았다. 흔히 알려진 이 시호는 당나라에서 내린 것이다.

## 襄
미시에 속한다. 《일주서 · 시법해》에 따르면, '땅을 열고 덕이 있음', '갑주를 쓰고 공을 세움'을 일컫는다고 한다.

### 황제 (양황제)
- 유은 (추존)
- 융무제 : 남명의 2대 황제다.
- 푸이 : 청나라의 마지막 황제다.

### 왕 (양왕)
- 주 양왕
- 한 양왕
- 위 양왕
- 제 양왕
- 전한 초 양왕 유주

### 제후 (양공, 양후)
- 진 양공
- 진 양공
- 제 양공
- 노 양공
- 정 양공
- 송 양공
- 위 양공
- 선 양공
- 설 양공
- 연 양공

### 기타 이 시호를 받은 인물
- 지 양자 (지백)
- 조 양자 (조맹)

## 讓
- 가야의 양왕(구형왕)
- 건문제(혜종 양황제)